# 守屋浩
守屋 浩（もりや ひろし、本名：守屋 邦彦（もりや くにひこ）、1938年9月20日 - 2020年9月19日）は、日本の歌手、俳優である。千葉県市川市出身。安田学園中学校・高等学校卒業。女優、歌手の本間千代子は元夫人。
所属事務所は1960年より堀プロダクション（現在のホリプロ）、所属レコード会社は日本コロムビア→日本クラウンであった。ホリプロ所属タレントでヒットした第1号である。亡くなるまで同社の所属であった。

## 来歴・人物
1957年、スイングウェストのバンドボーイとして芸能界入りし、1958年に日劇ウエスタンカーニバルでデビューする。ほぼ同時に堀プロダクションを設立した堀威夫の提案により芸名を「守屋浩」とする。これは既に第一線で活躍していた井上ひろし、水原弘に合わせたものと言われている。3人合わせて「三人ひろし」と言われた時期もある（かまやつひろしを入れて「四人ひろし」となる場合もある）。
堀威夫は守屋を自宅に下宿させ、ギターや歌の特訓を施した。結果、守屋は当時のロカビリーブームで大躍進し、茶の間にも知られるようになる。
1959年、ロカビリースターを多数起用した東宝の「檻の中の野郎たち」にて映画デビュー。同作の主題歌も歌いヒットする。しかし、少年院を脱走するという映画の内容に社会的な批判が起き、レコードの販売中止の憂き目にあう。そんな中、日本コロムビアのディレクター長田幸治の「浜口庫之助の曲を守屋に歌わせたら」というアイデアにより、浜口庫之助に楽曲制作を依頼。すき焼きを食べながら堀威夫に口説かれた浜口は「僕は泣いちっち」を守屋に提供し大ヒットとなる。
デビューより堀が銀座ACBの谷富次郎と設立した東洋企画に所属して活動していたが、1960年に堀が同社を追放されると、堀が設立した堀プロダクションに移籍。その後も「大学かぞえうた」や「有難や節」などをヒットさせる。なお、プロダクション設立時堀の自宅には電話がなく、電話を引いていた守屋のアパートを仮事務所としてホリプロはスタートした。
また映画でも活躍していた。出演作は20本を数える。
1976年3月からはホリプロダクション（堀プロダクションを改名）の社員に転じ、同社の宣伝部長などを歴任した。
ホリプロタレントスカウトキャラバンの立ち上げに関わり、1976年の第1回（榊原郁恵と荒木由美子を発掘した）では実行委員長を務めた。
1986年に正社員としては退社し、改めて社業兼務のタレント契約に移行して歌手活動を再開した。この頃静岡県伊東市へ移住し、並行してカラオケ教室を開いていた。その後も2011年時点ではホリプロのスカウト部長を兼務して新人の発掘などの業務を行い、また次代を担う若い歌手及び社員などの教育・指導にも当たっていた。
なお、守屋はホリプロ（1990年再改名）創立当時より2020年時点に至るまで在籍した唯一のタレントでもあった（守屋の次に在籍年数が長いのは和田アキ子である）。
そのため歌手・タレントしての活動は一時はほとんど行っていなかったが1986年の正社員としての退社後、本格的に活動を再開させ、懐メロ番組や歌のステージなどにも積極的に出演するようになった。
近年、脳梗塞に倒れたがリハビリの末に復帰した。病気の後遺症もあり、2008年以降はステージに置かれた椅子に座っての歌唱となっていた。
2020年9月19日、前立腺がんのため、静岡県内の施設で死去。81歳没（享年82）。

## ディスコグラフィ

### シングル
| #  | 発売日         | 曲順 | タイトル                                  | 作詞                      | 作曲              | 編曲           | レーベル        | 規格品番 |
| -- | -------------- | ---- | ----------------------------------------- | ------------------------- | ----------------- | -------------- | --------------- | -------- |
| 1  | 1959年 4月15日 | A面  | 泣かないで帰ろう                          | 植田嘉靖                  | 植田嘉靖          | 服部レイモンド | 日本 コロムビア | SA-178   |
| 1  | 1959年 4月15日 | B面  | ぼくの好きな娘                            | 平田房子                  | 服部レイモンド    | 服部レイモンド | 日本 コロムビア | SA-178   |
| 2  | 1959年 7月     | A面  | 檻の中の野郎たち                          | 関沢新一                  | 中村八大          | 中村八大       | 日本 コロムビア | SA-201   |
| 2  | 1959年 7月     | B面  | 俺のあの娘                                | 関沢新一                  | 中村八大          | 中村八大       | 日本 コロムビア | SA-201   |
| 3  | 1959年 8月     | A面  | 恋の渚                                    | 若山かほる                | 植田嘉靖          | 服部レイモンド | 日本 コロムビア | SA-234   |
| 4  | 1959年 9月     | A面  | 僕は泣いちっち                            | 浜口庫之助                | 浜口庫之助        | 浜口庫之助     | 日本 コロムビア | SA-242   |
| 4  | 1959年 9月     | B面  | 夜空の笛                                  | 浜口庫之助                | 浜口庫之助        | 浜口庫之助     | 日本 コロムビア | SA-242   |
| 5  | 1959年 10月    | A面  | 達者でいるかよお母さん                    | 関沢新一                  | 中村八大          | 中村八大       | 日本 コロムビア | SA-253   |
| 5  | 1959年 10月    | B面  | あの娘が空から降ってきた                  | 西沢爽                    | 中村八大          | 中村八大       | 日本 コロムビア | SA-253   |
| 6  | 1959年 11月    | A面  | 夜のため息                                | 神津善行                  | E.Hagen           | 神津善行       | 日本 コロムビア | SA-286   |
| 6  | 1959年 11月    | B面  | 想い出は消えはしない                      | 神津善行                  | 神津善行          | 神津善行       | 日本 コロムビア | SA-286   |
| 7  | 1960年 2月     | A面  | ボン・ボヤージ                            | 石本美由起                | 浜口庫之助        | 浜口庫之助     | 日本 コロムビア | SA-315   |
| 7  | 1960年 2月     | B面  | 二十四条知ってるかい                      | 服部レイモンド            | 服部レイモンド    | 服部レイモンド | 日本 コロムビア | SA-315   |
| 8  | 1960年 3月     | B面  | 真珠のイヤリング                          | 小形武                    | 服部レイモンド    | 服部レイモンド | 日本 コロムビア | SA-343   |
| 9  | 1960年 3月     | A面  | 癪な雨だぜ                                | 三浦康照                  | 三和完児          | 三和完児       | 日本 コロムビア | SA-347   |
| 9  | 1960年 3月     | B面  | おゝ青春                                  | 岩瀬ひろし                | 浜口庫之助        | 浜口庫之助     | 日本 コロムビア | SA-347   |
| 10 | 1960年 3月     | A面  | 俺から行くぞ                              | 星野哲郎                  | 万城目正          | 浜口庫之助     | 日本 コロムビア | SA-350   |
| 11 | 1960年 4月     | A面  | 俺は銀座の騎兵隊                          | 星野哲郎                  | 狛林正一          | 狛林正一       | 日本 コロムビア | SA-380   |
| 11 | 1960年 4月     | B面  | 銀座のシイチョウ野郎                      | 三浦康照                  | 三和完児          | 三和完児       | 日本 コロムビア | SA-380   |
| 12 | 1960年 4月     | A面  | 俺のあの娘                                | 関沢新一                  | 中村八大          | 中村八大       | 日本 コロムビア | SA-381   |
| 12 | 1960年 4月     | B面  | こんな恋だってあるんだぜ                  | 三浦康照                  | 三和完児          | 三和完児       | 日本 コロムビア | SA-381   |
| 13 | 1960年 5月     | A面  | でたらめの歌                              | 西沢爽                    | 服部良一          | 服部良一       | 日本 コロムビア | SA-372   |
| 14 | 1960年 7月     | A面  | よせよ恋なんて                            | 浜口庫之助                | 浜口庫之助        | 浜口庫之助     | 日本 コロムビア | SA-417   |
| 14 | 1960年 7月     | B面  | 思い出の白い雲                            | 浜口庫之助                | 浜口庫之助        | 浜口庫之助     | 日本 コロムビア | SA-417   |
| 15 | 1960年 7月     | B面  | 風そよぐ丘                                | 米山正夫                  | 米山正夫          | 福田正         | 日本 コロムビア | SA-437   |
| 16 | 1960年 9月     | A面  | 東京へ戻っておいでよ                      | 星野哲郎                  | 遠藤実            | 山路進一       | 日本 コロムビア | SA-446   |
| 16 | 1960年 9月     | B面  | 泣きべそ列車                              | 星野哲郎                  | 水時冨二男        | 山路進一       | 日本 コロムビア | SA-446   |
| 17 | 1960年 10月    | A面  | 俺にゃ明日がある                          | 関沢新一                  | 馬渡誠一          | 馬渡誠一       | 日本 コロムビア | SA-461   |
| 17 | 1960年 10月    | B面  | 東京の青空                                | 石本美由起                | 水時冨二男        | 山路進一       | 日本 コロムビア | SA-461   |
| 18 | 1960年 11月    | A面  | 有難や節                                  | 浜口庫之助                | 森一也            | 浜口庫之助     | 日本 コロムビア | SA-489   |
| 18 | 1960年 11月    | B面  | 便利節                                    | 浜口庫之助                | 浜口庫之助        | 浜口庫之助     | 日本 コロムビア | SA-489   |
| 19 | 1960年 11月    | A面  | サイクリングの仲間たち                    | 山口すみえ                | 米山正夫          | 狛林正一       | 日本 コロムビア | SA-500   |
| 19 | 1960年 11月    | B面  | サイクリングの仲間たち (フォーク・ダンス) | -                         | 米山正夫          | 松尾健司       | 日本 コロムビア | SA-500   |
| 20 | 1960年 12月    | A面  | 通りゃんせ銀座                            | 石本美由起                | 船村徹            | 船村徹         | 日本 コロムビア | SA-493   |
| 20 | 1960年 12月    | B面  | ホロリコ涙                                | 星野哲郎                  | 船村徹            | 船村徹         | 日本 コロムビア | SA-493   |
| 21 | 1960年 12月    | A面  | 花のスカイライン                          | 内海久二                  | 古関裕而          | 古関裕而       | 日本 コロムビア | SA-502   |
| 22 | 1960年 12月    | A面  | 旗本愚連隊                                | 星野哲郎                  | 浜口庫之助        | 浜口庫之助     | 日本 コロムビア | SA-503   |
| 22 | 1960年 12月    | B面  | 馬耳東風                                  | 星野哲郎                  | 浜口庫之助        | 浜口庫之助     | 日本 コロムビア | SA-503   |
| 23 | 1961年 3月     | B面  | 恋の空き椅子                              | 本間長三郎                | 米山正夫          | 狛林正一       | 日本 コロムビア | SA-540   |
| 24 | 1961年 3月     | B面  | われらのライフルマン                      | 服部レイモンド            | 服部レイモンド    | 服部レイモンド | 日本 コロムビア | SA-552   |
| 25 | 1961年 3月     | A面  | 俺でない俺が泣いている                    | 川内康範                  | 浜口庫之助        | 浜口庫之助     | 日本 コロムビア | SA-557   |
| 26 | 1961年 3月     | A面  | 泣きとうござんす                          | 関沢新一                  | 米山正夫          | 松尾健司       | 日本 コロムビア | SA-559   |
| 26 | 1961年 3月     | B面  | スッチョイ三度笠                          | 関沢新一                  | 米山正夫          | 松尾健司       | 日本 コロムビア | SA-559   |
| 27 | 1961年 4月     | A面  | 明日は東京の空の下                        | 関沢新一                  | 遠藤実            | 山路進一       | 日本 コロムビア | SA-561   |
| 27 | 1961年 4月     | B面  | ああ花ならば                              | 関沢新一                  | 遠藤実            | 山路進一       | 日本 コロムビア | SA-561   |
| 28 | 1961年 6月     | A面  | 頭に来ちゃったぜ                          | 水島哲                    | 中島安敏          | 中島安敏       | 日本 コロムビア | SA-638   |
| 28 | 1961年 6月     | B面  | チビチョン                                | 若山かほる                | 中島安敏          | 山路進一       | 日本 コロムビア | SA-638   |
| 29 | 1961年 6月     | A面  | おたすけドドンパ                          | 浜口庫之助                | 浜口庫之助        | 浜口庫之助     | 日本 コロムビア | SA-650   |
| 30 | 1961年 7月     | A面  | しょんがない節                            | 関沢新一                  | なかぎょう道雄    | 浜口庫之助     | 日本 コロムビア | SA-671   |
| 30 | 1961年 7月     | B面  | 茶摘み畑は恋畑                            | 浜口庫之助                | 浜口庫之助        | 浜口庫之助     | 日本 コロムビア | SA-671   |
| 31 | 1961年 9月     | A面  | きんさん太鼓                              | 石本美由起                | 船村徹            | 船村徹         | 日本 コロムビア | SA-726   |
| 32 | 1961年 9月     | A面  | 月のエレジー                              | 浜口庫之助                | 浜口庫之助        | 浜口庫之助     | 日本 コロムビア | SA-729   |
| 32 | 1961年 9月     | B面  | 片割れ恋の影                              | 浜口庫之助                | 浜口庫之助        | 浜口庫之助     | 日本 コロムビア | SA-729   |
| 33 | 1961年 10月    | B面  | ピンと出した                              | 西沢爽                    | 浜口庫之助        | 浜口庫之助     | 日本 コロムビア | SA-717   |
| 34 | 1961年 11月    | A面  | 笑顔だよお加代ちゃん                      | 三浦康照                  | 三和完児          | 三和完児       | 日本 コロムビア | SA-737   |
| 34 | 1961年 11月    | B面  | イヤンバ・ヤンバ                          | 西沢爽                    | 狛林正一          | 狛林正一       | 日本 コロムビア | SA-737   |
| 35 | 1961年 11月    | A面  | ガール・ハント                            | 奥山靉                    | L.Harline         | 服部克久       | 日本 コロムビア | SA-747   |
| 35 | 1961年 11月    | B面  | 銀色の雨に濡れて                          | 奥山靉                    | 服部克久          | 服部克久       | 日本 コロムビア | SA-747   |
| 36 | 1961年 12月    | A面  | 青春ジンタ                                | 能勢英男                  | 米山正夫          | 松尾健司       | 日本 コロムビア | SA-762   |
| 36 | 1961年 12月    | B面  | 見ちゃった聞いちゃった                    | 石本美由起                | 上原げんと        | 上原げんと     | 日本 コロムビア | SA-762   |
| 37 | 1962年 2月     | A面  | 停泊三日間                                | 石本美由起                | 上原げんと        | 小林郁夫       | 日本 コロムビア | SA-796   |
| 38 | 1962年 2月     | A面  | 僕ン家 それからあの子ン家                 | 西沢爽                    | 船村徹            | 船村徹         | 日本 コロムビア | SA-812   |
| 38 | 1962年 2月     | B面  | ハートは空っぽ                            | 浜口庫之助                | 浜口庫之助        | 浜口庫之助     | 日本 コロムビア | SA-812   |
| 39 | 1962年 3月     | A面  | オイ帰ってきたぜ                          | 水島哲                    | 遠藤実            | 山路進一       | 日本 コロムビア | SA-819   |
| 39 | 1962年 3月     | B面  | おさらばマドロス                          | 石本美由起                | 上原げんと        | 小林郁夫       | 日本 コロムビア | SA-819   |
| 40 | 1962年 5月     | A面  | 悲しみの降る丘                            | 浜口庫之助                | 浜口庫之助        | 浜口庫之助     | 日本 コロムビア | SA-862   |
| 40 | 1962年 5月     | B面  | 唇の踊り                                  | 浜口庫之助                | 浜口庫之助        | 浜口庫之助     | 日本 コロムビア | SA-862   |
| 41 | 1962年 5月     | A面  | 赤い小鳥と青い空                          | 浜口庫之助                | 浜口庫之助        | 浜口庫之助     | 日本 コロムビア | SA-876   |
| 41 | 1962年 5月     | B面  | 南国のノクターン                          | 中山大三郎                | 浜口庫之助        | 浜口庫之助     | 日本 コロムビア | SA-876   |
| 42 | 1962年 8月     | A面  | おいっちにい節                            | 浜口庫之助                | 浜口庫之助        | 浜口庫之助     | 日本 コロムビア | SA-927   |
| 42 | 1962年 8月     | B面  | 恋のローソク                              | 浜口庫之助                | 浜口庫之助        | 浜口庫之助     | 日本 コロムビア | SA-927   |
| 43 | 1962年 8月     | A面  | 大学かぞえうた                            | 浜口庫之助                | 仲田三孝 水原皓一 | 浜口庫之助     | 日本 コロムビア | SA-944   |
| 43 | 1962年 8月     | B面  | ざんねんソング                            | 浜口庫之助                | 仲田三孝          | 浜口庫之助     | 日本 コロムビア | SA-944   |
| 44 | 1962年 11月    | A面  | 長いお下げ髪                              | 神津善行                  | 神津善行          | 神津善行       | 日本 コロムビア | SA-996   |
| 44 | 1962年 11月    | B面  | 小指のバラード                            | 神津善行                  | 神津善行          | 神津善行       | 日本 コロムビア | SA-996   |
| 45 | 1962年 12月    | A面  | 学生小唄                                  | 浜口庫之助                | 仲田三孝          | 浜口庫之助     | 日本 コロムビア | SA-1023  |
| 45 | 1962年 12月    | B面  | 学生節                                    | 浜口庫之助                | 仲田三孝 水原皓一 | 浜口庫之助     | 日本 コロムビア | SA-1023  |
| 46 | 1963年 2月     | A面  | 田舎教師                                  | 中山淳太朗                | 三和完児          | 小杉仁三       | 日本 コロムビア | SA-1051  |
| 46 | 1963年 2月     | B面  | 今歩いてるこの道は                        | 米山正夫                  | 米山正夫          | 山屋清         | 日本 コロムビア | SA-1051  |
| 47 | 1963年 3月     | A面  | 夜汽車でさようなら                        | 岩清水徹也                | 浜口庫之助        | 小杉仁三       | 日本 コロムビア | SA-1067  |
| 48 | 1963年 4月     | A面  | 裸の東京                                  | 浜口庫之助                | 浜口庫之助        | 小杉仁三       | 日本 コロムビア | SA-1083  |
| 48 | 1963年 4月     | B面  | 港の恋                                    | 浜口庫之助                | 浜口庫之助        | 小杉仁三       | 日本 コロムビア | SA-1083  |
| 49 | 1963年 6月     | A面  | 東京の麦もみどりよ                        | 佐藤浩                    | 上原げんと        | 小杉仁三       | 日本 コロムビア | SAS-64   |
| 49 | 1963年 6月     | B面  | 街を歩くと                                | 石本美由起                | 上原げんと        | 小杉仁三       | 日本 コロムビア | SAS-64   |
| 50 | 1963年 6月     | B面  | 貿易音頭                                  | 羽志駿                    | 中元清純          | 中元清純       | 日本 コロムビア | SAS-87   |
| 51 | 1963年 7月     | A面  | がまの油売り                              | 浜口庫之助                | 浜口庫之助        | 小杉仁三       | 日本 コロムビア | SAS-51   |
| 51 | 1963年 7月     | B面  | どうするどうする                          | 浜口庫之助                | 浜口庫之助        | 小杉仁三       | 日本 コロムビア | SAS-51   |
| 52 | 1963年 9月     | A面  | 片手があいてる時にゃ                      | 平岡精二                  | 平岡精二          | 平岡精二       | 日本 コロムビア | SAS-103  |
| 52 | 1963年 9月     | B面  | 君と会う散歩道                            | 平岡精二                  | 平岡精二          | 平岡精二       | 日本 コロムビア | SAS-103  |
| 53 | 1963年 12月    | A面  | やっつけろ節                              | 星野哲郎                  | 石田一松          | 安藤実親       | 日本 コロムビア | SAS-158  |
| 53 | 1963年 12月    | B面  | おめでたい節                              | 星野哲郎                  | 内藤貞夫          | 安藤実親       | 日本 コロムビア | SAS-158  |
| 54 | 1963年 12月    | A面  | 後姿                                      | 平岡精二                  | 平岡精二          | 平岡精二       | 日本 クラウン   | CW-4     |
| 54 | 1963年 12月    | B面  | 日記                                      | 平岡精二                  | 平岡精二          | 平岡精二       | 日本 クラウン   | CW-4     |
| 55 | 1964年 2月     | A面  | くちなしの花が咲く頃                      | 時志乃夫                  | 福田正            | 福田正         | 日本 クラウン   | CW-28    |
| 55 | 1964年 2月     | B面  | かんざし                                  | 時志乃夫                  | いづみゆたか      | たけだのりを   | 日本 クラウン   | CW-28    |
| 56 | 1964年 4月     | A面  | おとぼけ美代ちゃん                        | 佐竹まさを                | 米山正夫          | 辰海隆         | 日本 クラウン   | CW-57    |
| 56 | 1964年 4月     | B面  | わすれ貝                                  | 中山大三郎                | 前田利克          | たけだのりを   | 日本 クラウン   | CW-57    |
| 57 | 1964年 5月     | A面  | 別れの夜                                  | 浜口庫之助                | 浜口庫之助        | 浜口庫之助     | 日本 クラウン   | CW-70    |
| 57 | 1964年 5月     | B面  | 恋風吹けば                                | 浜口庫之助                | 浜口庫之助        | 浜口庫之助     | 日本 クラウン   | CW-70    |
| 58 | 1964年 6月     | A面  | 恋のティー・パーティ                      | ふじとたかし              | 米山正夫          | 米山正夫       | 日本 クラウン   | CW-83    |
| 58 | 1964年 6月     | B面  | 明日からは                                | 青島幸男                  | 青島幸男          | 小川俊彦       | 日本 クラウン   | CW-83    |
| 59 | 1964年 7月     | A面  | 磐梯山の智恵子                            | 坂口紀                    | 瓜生田和孝        | 福田正         | 日本 クラウン   | CW-98    |
| 60 | 1964年 9月     | A面  | 明治大恋歌                                | 星野哲郎                  | 小杉仁三          | 小杉仁三       | 日本 クラウン   | CW-127   |
| 60 | 1964年 9月     | B面  | 人生はマラソンだ                          | 星野哲郎                  | 小杉仁三          | 小杉仁三       | 日本 クラウン   | CW-127   |
| 61 | 1964年 11月    | A面  | スキーで行こう                            | 有田めぐむ                | 米山正夫          | 福田正         | 日本 クラウン   | CW-168   |
| 62 | 1965年 1月     | A面  | 一本杉とちぎれ雲                          | 浜口庫之助                | 浜口庫之助        | たけだのりを   | 日本 クラウン   | CW-196   |
| 63 | 1965年 4月     | A面  | 幸せをさがそう                            | 浜口庫之助                | 浜口庫之助        | 小杉仁三       | 日本 クラウン   | CW-243   |
| 63 | 1965年 4月     | B面  | 紅茶で乾杯                                | 浜口庫之助                | 浜口庫之助        | 小杉仁三       | 日本 クラウン   | CW-243   |
| 64 | 1965年 7月     | A面  | 嘘と知りながら                            | 比良九郎                  | 脇野光司          | 脇野光司       | 日本 クラウン   | CW-297   |
| 64 | 1965年 7月     | B面  | 長い旅                                    | 萩原俊重                  | 前田利克          | 小杉仁三       | 日本 クラウン   | CW-297   |
| 65 | 1965年 10月    | A面  | 河原町夜曲                                | 星野哲郎                  | 小杉仁三          | 小杉仁三       | 日本 クラウン   | CW-352   |
| 65 | 1965年 10月    | B面  | 大正大恋愛                                | 星野哲郎                  | 小杉仁三          | 小杉仁三       | 日本 クラウン   | CW-352   |
| 66 | 1965年 12月    | A面  | 一億の綱                                  | 星野哲郎                  | 小杉仁三          | 小杉仁三       | 日本 クラウン   | CW-379   |
| 66 | 1965年 12月    | B面  | 親父ありがとう                            | 星野哲郎                  | 小杉仁三          | 小杉仁三       | 日本 クラウン   | CW-379   |
| 67 | 1966年 2月     | A面  | オッペケペから百年目                      | 星野哲郎                  | 小杉仁三          | 小杉仁三       | 日本 クラウン   | CW-411   |
| 67 | 1966年 2月     | B面  | エエジャナイカ節                          | 星野哲郎                  | 小杉仁三          | 小杉仁三       | 日本 クラウン   | CW-411   |
| 68 | 1966年 6月     | A面  | 太陽を胸に                                | 漣健児                    | B.Raleigh         | 小杉仁三       | 日本 クラウン   | CW-490   |
| 68 | 1966年 6月     | B面  | 風が知ってる                              | 野上彰                    | B.Dylan           | 小杉仁三       | 日本 クラウン   | CW-490   |
| 69 | 1966年 7月     | A面  | 明日に夢を                                | 星野哲郎                  | 米山正夫          | 永作幸男       | 日本 クラウン   | CW-511   |
| 69 | 1966年 7月     | B面  | しあわせの入口                            | 星野哲郎                  | 米山正夫          | 永作幸男       | 日本 クラウン   | CW-511   |
| 70 | 1967年 4月     | A面  | 東京お化け                                | 浜口庫之助                | 浜口庫之助        | 小杉仁三       | 日本 クラウン   | CW-637   |
| 70 | 1967年 4月     | B面  | 初恋まつり                                | 浜口庫之助                | 浜口庫之助        | 小杉仁三       | 日本 クラウン   | CW-637   |
| 71 | 1967年 12月    | A面  | 北風の旅人                                | 水島哲                    | 狛林正一          | 小杉仁三       | 日本 クラウン   | CW-769   |
| 71 | 1967年 12月    | B面  | 小さな箱                                  | 星野哲郎                  | 小杉仁三          | 小杉仁三       | 日本 クラウン   | CW-769   |
| 72 | 1969年 5月     | A面  | 君の顔が見たい                            | 関沢新一                  | 中川博之          | 小杉仁三       | 日本 クラウン   | CW-925   |
| 72 | 1969年 5月     | B面  | 言葉だけなら                              | 関沢新一                  | 中川博之          | 小杉仁三       | 日本 クラウン   | CW-925   |
| 73 | 1970年 8月     | A面  | さよならの後に あなたが残る               | みおたみずほ              | 狛林正一          | 今泉俊昭       | 日本 クラウン   | CW-1076  |
| 73 | 1970年 8月     | B面  | ネオン街唱歌                              | みおたみずほ              | 狛林正一          | 今泉俊昭       | 日本 クラウン   | CW-1076  |
| 74 | 1971年         | A面  | 銀座の子守唄                              | 浜口庫之助                | 浜口庫之助        | 土持城夫       | MCA             | E-1020   |
| 74 | 1971年         | B面  | 泣きながら恋をした頃                      | 浜口庫之助                | 浜口庫之助        | 土持城夫       | MCA             | E-1020   |
| 75 | 1971年         | A面  | 忘れえぬ女                                | 山口あかり                | 平尾昌晃          | 小谷充         | MCA             | E-1033   |
| 75 | 1971年         | B面  | 許されない恋                              | 山口あかり                | 平尾昌晃          | 小谷充         | MCA             | E-1033   |
| 76 | 1971年         | A面  | 港の恋の物語                              | 山口あかり                | 中村泰士          | 小杉仁三       | MCA             | E-1044   |
| 76 | 1971年         | B面  | 行きずりの恋                              | 山口あかり                | 中村泰士          | 小杉仁三       | MCA             | E-1044   |
| 77 | 1974年 9月     | A面  | 若かったあの頃                            | 山上路夫                  | 平尾昌晃          | 竜崎孝路       | 日本 コロムビア | AA-76    |
| 77 | 1974年 9月     | B面  | 月影のふたり                              | 山上路夫                  | 平尾昌晃          | 竜崎孝路       | 日本 コロムビア | AA-76    |
| 78 | 1975年 9月     | A面  | 裏街スナック                              | 山上路夫                  | 平尾昌晃          | 竜崎孝路       | 日本 コロムビア | AA-141   |
| 78 | 1975年 9月     | B面  | 昔のアパート                              | 山上路夫                  | 平尾昌晃          | 竜崎孝路       | 日本 コロムビア | AA-141   |
| 79 | 1975年 11月    | A面  | おかげ節                                  | エコノミック・ アニマルズ | 佐々木すぐる      | 小杉仁三       | 日本 コロムビア | AA-162   |
| 79 | 1975年 11月    | B面  | 好きなのよ                                | 佐々木勉                  | 佐々木勉          | 竜崎孝路       | 日本 コロムビア | AA-162   |

#### デュエット・シングル
| 発売日     | デュエット | 曲順 | タイトル         | 作詞       | 作曲       | 編曲     | レーベル        | 規格品番 |
| ---------- | ---------- | ---- | ---------------- | ---------- | ---------- | -------- | --------------- | -------- |
| 1963年 9月 | 島倉千代子 | A面  | 星空に両手を     | 西沢爽     | 神津善行   | 神津善行 | 日本 コロムビア | SAS-125  |
| 1963年 9月 | 島倉千代子 | B面  | まるはち祭       | 小川比富美 | 市川昭介   | 市川昭介 | 日本 コロムビア | SAS-132  |
| 1965年 3月 | 高石かつ枝 | B面  | スパットリンリン | 本間一咲   | 北原じゅん | 福田正   | 日本 クラウン   | CW-270   |
| 1966年 7月 | 苅田千賀子 | A面  | 愛の手紙は幾歳月 | 南沢純三   | 岩河三郎   | 岩河三郎 | 日本 クラウン   | CW-536   |

#### 企画シングル
| 発売日     | 名義                 | 曲順 | タイトル   | 作詞   | 作曲     | 編曲     | レーベル        | 規格品番 |
| ---------- | -------------------- | ---- | ---------- | ------ | -------- | -------- | --------------- | -------- |
| 1963年 3月 | 守屋浩 三鷹淳 若山彰 | A面  | 巨人軍の歌 | 椿三平 | 古関裕而 | 古関裕而 | 日本 コロムビア | SA-1094  |

### アルバム
| 発売日        | タイトル                                      | レーベル       | 規格 | 規格品番       |
| ------------- | --------------------------------------------- | -------------- | ---- | -------------- |
| 1960年1月     | 夜のため息                                    | 日本コロムビア | LP   | AL-193         |
| 1960年5月     | 青春をうたう                                  | 日本コロムビア | LP   | AL-209         |
| 1960年9月     | クラリネットによる守屋浩とあなたの歌          | 日本コロムビア | LP   | AL-229         |
| 1960年11月    | あすの日をうたう                              | 日本コロムビア | LP   | AL-238         |
| 1961年4月     | 守屋浩の有難や節                              | 日本コロムビア | LP   | AL-268         |
| 1961年6月20日 | 守屋浩の童謡集                                | 日本コロムビア | LP   | AL-3044        |
| 2004年6月23日 | 守屋浩の童謡集                                | 日本コロムビア | CD   | COCA-70297     |
| 2014年2月20日 | 守屋浩の童謡集                                | 日本コロムビア | CD   | CORR-10955     |
| 1961年8月     | 泣きとうござんす                              | 日本コロムビア | LP   | AL-292         |
| 1962年2月     | 守屋浩の月のエレジー                          | 日本コロムビア | LP   | AL-338         |
| 1962年7月     | 星のほほえみ                                  | 日本コロムビア | LP   | AL-373         |
| 1962年11月    | 守屋浩の花のステージ                          | 日本コロムビア | LP   | AL-5015        |
| 1963年2月     | 守屋浩の大学かぞえうた                        | 日本コロムビア | LP   | AL-423         |
| 1971年        | 銀座の子守唄                                  | MCA            | LP   | JMC-1024       |
| 1989年4月21日 | 有難や節                                      | 日本コロムビア | CD   | CA-3358        |
| 1993年9月21日 | 僕は泣いちっち                                | 日本コロムビア | CD   | COCA-11026     |
| 2001年4月21日 | 守屋浩 ベスト・セレクション                   | 日本コロムビア | CD   | COCP-31363     |
| 2003年5月21日 | コロムビア音得盤シリーズ 守屋浩               | 日本コロムビア | CD   | COCA-71017     |
| 2010年2月3日  | 夜空の笛                                      | 日本コロムビア | CD   | COCP-36040     |
| 2014年7月23日 | 守屋浩大全集〜僕は泣いちっち・月のエレジー〜  | 日本コロムビア | CD   | COCP-38645〜46 |
| 2021年2月24日 | ゴールデン☆ベスト〜僕は泣いちっち・夜空の笛〜 | 日本コロムビア | CD   | COCP-41398     |

### タイアップ曲
| 年     | 楽曲                   | タイアップ                           |
| ------ | ---------------------- | ------------------------------------ |
| 1959年 | 檻の中の野郎たち       | 映画『檻の中の野郎たち』主題歌       |
| 1960年 | 僕は泣いちっち         | 映画『僕は泣いちっち』主題歌         |
| 1960年 | 癪な雨だぜ             | 映画『六三制愚連隊』主題歌           |
| 1960年 | 俺から行くぞ           | 映画『俺から行くぞ』主題歌           |
| 1960年 | 俺は銀座の騎兵隊       | 映画『俺は銀座の騎兵隊』主題歌       |
| 1960年 | 旗本愚連隊             | 映画『旗本愚連隊』主題歌             |
| 1961年 | 俺でない俺が泣いている | 映画『俺でない俺が泣いている』主題歌 |
| 1961年 | 泣きとうござんす       | 映画『泣きとうござんす』主題歌       |
| 1961年 | おたすけドドンパ       | 映画『金づくり無法時代』主題歌       |
| 1961年 | しょんがない節         | 映画『有難や三度笠』主題歌           |

## 主な出演映画
- 檻の中の野郎たち
- あんみつ姫の武者修業
- 僕は泣いちっち
- 三度笠シリーズ - 主演・いただきの守太郎
  - 泣きとうござんす (1961年)
  - 有難や三度笠 (1961年)
- 有難や節 あゝ有難や有難や
- 思い出の指輪
- 英雄候補生
- 俺の故郷は大西部
- 疾風小僧
- 素っ飛び小僧
- 僕は泣いちっち
- よせよ恋なんて
- 六三制愚連隊
- 若い突風

## NHK紅白歌合戦出場歴
| 年度/放送回               | 曲目           | 対戦相手   |
| ------------------------- | -------------- | ---------- |
| 1960年（昭和35年）/第11回 | 僕は泣いちっち | 松山恵子   |
| 1961年（昭和36年）/第12回 | 月のエレジー   | 水谷良重   |
| 1962年（昭和37年）/第13回 | 大学かぞえうた | 宮城まり子 |
| 1963年（昭和38年）/第14回 | がまの油売り   | 仲宗根美樹 |